# 신자유양식
신자유양식(neoliberty)은 처음에는 이탈리아에서 사용되다가 이후에는 스페인에서 쓰인 아르 누보 양식의 부흥을 일컫던 용어이다. 1958년 파올로 포르토게제(paolo portoghese)가 최초로 사용했으며 아르 누보의 이탈리아식 이름인 스틸레 리베르티에서 파생되었다. 신자유양식은 스텔레 리베르티가 팝으로 변형되어 나타난 모습이며 모더니즘 운동의 기계미학을 약화시키기 위해 공예 전통을 부활시키는 동시에 대량생산된 사물에 양식을 적응시켰다. 주로 가구, 조명 그리고 인테리어 디자인에 적용되었다. 이 본질적으로 곡선적인 양식을 실행한 대표적 인물로는 프랑코 알비니, 가에 아울렌티, 비토리오 그레고티, 카를로 몰리노가 있다.

## 참고 문헌
- R.Banham 'Neo-Liberty: The italian Rerteat from Modern Architecture' in Archiectural Review, No. 747, 1959: Neoliberty e Dintorni(exh. cat., Salone del Mobile di Milano, Milan, 1989)

(SIGONGART/<<Dictionary of 20th-century Design and designers>>/2004)